# Семийон
Семийон (на френски: Sémillon) е бял винен сорт грозде, произхождащ от района на Бордо, Франция. Освен във Франция (17500 ха) е разпространен и в Чили (35000 ха), Аржентина (2500 ха), Австралия (3000 ха), Южна Африка (1000 ха), Калифорния, САЩ (840 ха), Италия, Уругвай, Бразилия, Мексико, Словакия, Унгария, Румъния, Сърбия, Словения, Нова Зеландия, Виетнам и др.
Познат е и с наименованията: Сотерн, Боал, Хънтър Вали Ризлинг, Грийнгрейп (ЮАР); Мадейра, Серсиал и Барнаварта Пино (Австралия) и др.
Късно зреещ сорт. Лозите се отличават със силен растеж на богати почви и среден – на по слаби. Слабо устойчив на ниски температури, болести, плесен, оидиум и сиво гниене.
Използва се за направата на висококачествени сухи, бели вина с аромати на дъб, зърно, мед, пъпеш и плодове. Семийон участва в купажите за бели, трапезни вина в района на Бордо, заедно със сортовете Совиньон блан и Мускадел. Податлив на въздействието на благородната плесен (Botrytis Cinerea), като от афектираното гроде се правят известните десертни вина „Сотерн“, „Барсак“ и др.